# Seznam velkovaradínských biskupů

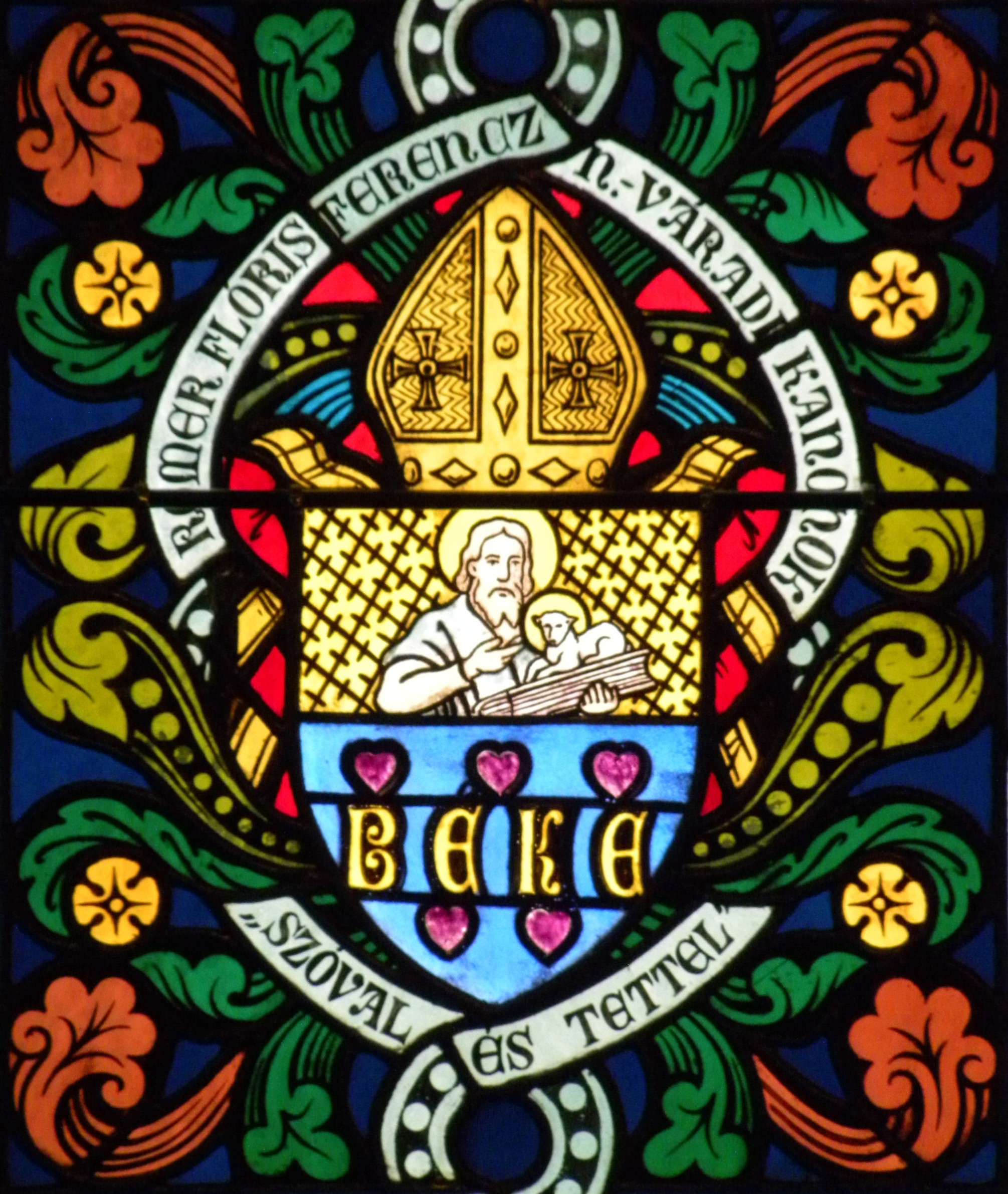
Osobní znak velkovaradínského kanovníka Floriána Františka Rómera

Toto je seznam biskupů velkovaradínské diecéze (rumunsky Oradea Mare, italsky Gran Varadino, německy Großwardein, maďarsky Nagyvárad) v Rumunsku:

## Seznam biskupů
- Koloman Uherský
- Sixtus 1103–1113
- Valtr 1124–1138
- Michael 1156
- Mikuláš I. 1163–1181
- Jan I. 1181
- Váta 1186–1189
- Elvinus 1189–1200
- Šimon 1202–1218
- Alexandr 1219–1230
- Benedikt I. 1231–1243
- Vincent 1244–1258
- Zosimas 1259–1265
- Lodomerius (Ladomér) 1268–1279 (též arcibiskup ostřihomský)
- Tomáš de Somos 1281–1282
- Bartoloměj 1284–1285
- Benedikt II. 1291–1296
- Imrich I. 1297–1317
- Jan II. z Ivánky 1318–1329
- Ondřej I. Brikcius de Báthory 1329–1345
- Demeter Dionyii de Futak 1345–1372
- Dominik I. Bebek 1373–1374
- Benedikt III. 1375
- Imrich II. Zudar 1376–1378
- Ladislav I. de Deménd 1378–1382
- Jan III. 1383–1395
- Pavel I. 1396
- Lukáš de Órév alias de Szántó 1397–1406
- Eberhard de Alben 1407–1409
- Ondřej II. Scolari 1409–1426 (též arcibiskup záhřebský)
- Jan IV. de Prato 1426
- Dionysius Jackh de Kusaly 1427–1432
- Jan V. de Curzola (z Korčuly) 1435–1438
- Jan VI. de Dominis 1440–1444
- Jan Vitéz (János Vitéz de Zredna) 1445–1465 (též arcibiskup ostřihomský)
- Jan Beckenschlager 1465–1468
- Mikuláš II. Stolcz de Slantz 1470
- Jan IX. Filipecz de Prosznicz 1476–1490
- Valentin Farkaš Vlk 1490–1495
- Dominik II. Kálmáncsehi 1495–1501
- Jiří I. Szatmári 1501–1505
- Zikmund I. Thurzó de Bethlenfalva 1505–1512
- František I. Perényi 1513–1526
- Ladislav II. Makedonský 1527–1536
  - Imrich Czibak
- Jiří II. Martinuzzi 1535–1551
- Matyáš Zabergyei 1553–1556
- František II. Forgáč L. B. de Ghymes 1556–1566
- Štěpán I. Radeczy de Zemche 1567–1572
- Jiří Bornemissza 1572–1585
- Martin Pethe de Hetes 1587–1598
- Mikuláš III. Mikácius 1598–1613
- Jan X. Telegdy 1613–1619 (též biskup nitranský)
- Jan XI. Pyber de Gyerkény 1619–1625
- Imrich III. Lósy 1625–1633
- Ladislav III. Hosszutóthy 1633–1646
- Benedikt IV. Kisdy 1646–1648
- Zikmund II. Zongor de Szent-Tamás 1648–1655
- Jan XII. Pálfalvy 1659–1663
- Jiří III. Bársony de Lovas-Berény 1663–1675
- Jáchym Luzinský 1676–1681
- August Benkovič 1681–1702
- Imrich IV. kardinál e Comitibus Csáky de Keres-Szeg 1702–1732
- Štěpán II. Ladislav L. B. Luzinszky de Luzna et Reglicze 1733–1734
- Jan XIII. Okolicsányi de Okolicsna 1734–1736
- Mikuláš IV. e Com. Csáky de Keres-Szeg 1737–1747
- Pál (Pavel) Forgács 1747–1757
- Adam Ladislav Patačič de Zajezda 1759–1776
- Ladislav z Koloniče 1780–1787
- František III. Kalatay 1787–1795
- Mikuláš V. Kondé de Pókatelek 1800–1802
- František IV. Miklóssy 1803–1811
- Josef Vurum 1821–1827 (též biskup nitranský)
- František V. Lajcsák 1827–1842
- Ladislav V. L. B. Bémer de Bezdéd et Kis-Báka 1843–1850
- František VI. Szaniszló de Torda 1850–1868
- Štěpán III. Lipóvniczky 1868–1885
- Arnold Ipolyi-Stummer 1886
- Laurentius kardinál Schlauch 1887–1902
- Pavel III. Szmrecsányi 1903–1908
- Miklós Széchényi de Sárvár-Felsővidék 1911–1923
  - Imrich Bjelik 1923–1927 (apoštolský administrátor)
  - Antonius Mayer 1927–1930 (apoštolský administrátor)
  - Štěpánus Szabó 1930 (apoštolský administrátor)
- Štěpánus IV. Fiedler 1930–1939
  - Aaron Márton 1939–1942 (apoštolský administrátor)
  - Jan Scheffler 1942–1948 (apoštolský administrátor)
- János Scheffler (1948–1952)
  - Josephus Pop 1952–1960 (kapitulní vikář)
  - Ludovicus Czumbel 1960–1966
  - Franciscus Bélteki 1960–1968 (generální vikář)
  - Franciscus Sipos 1966–1983
  - László Hosszú 1968–1982 (generální vikář)
  - István Dászkál 1983–1990
- József Tempfli 1990–2008
- László Böcskei od roku 2008